# مارکوس ریواس
مارکوس ریواس (اسپانیایی: Marcos Rivas‎) (۲۵ نوامبر ۱۹۴۷ – ۱۹ آوریل ۲۰۲۴) بازیکن فوتبال اهل مکزیک بود.
از باشگاه‌هایی که در آن بازی کرده‌است می‌توان به باشگاه فوتبال لئون اشاره کرد.
وی همچنین در تیم ملی فوتبال مکزیک بازی کرده‌است.